# Sachojere
Sachojere es una localidad de las tierras bajas de Bolivia, al noreste del país. Se encuentra dentro del municipio de Loreto de la provincia de Marbán en el departamento del Beni. La localidad se encuentra a una altitud de 162 m s. n. m., seis kilómetros al noreste del río Ibare, que desemboca en el río Mamoré veinte kilómetros al noroeste de la ciudad de Trinidad.
La comunidad fue fundada el 18 de agosto de 1905.

## Geografía
Sachojere está ubicado en las tierras bajas de Bolivia, en la Llanura de Moxos, que con más de 100.000 km² uno de los humedales más grandes de la tierra. La forma de vegetación dominante en la región es la sabana tropical.
La temperatura media anual es de 26 °C, donde las temperaturas medias mensuales entre junio/julio son unos buenos 23 °C y octubre/diciembre desde casi 28 °C difieren solo ligeramente. La precipitación anual es de casi 2000 mm y, por lo tanto, es más del doble de la precipitación en Europa Central. Máximos de alrededor de 300 mm en los meses diciembre a febrero hay valores bajos de alrededor de 50 mm en julio/agosto enfrente.

## Transporte
Sachojere se encuentra a 46 km por carretera al sureste de Trinidad, la capital departamental.
Desde Sachojere, un camino rural sin pavimentar conduce al noreste durante trece kilómetros a través de los pueblos de Miraflores y Somopae hasta la ruta nacional Ruta 9, que cruza toda la llanura boliviana en dirección norte-sur, desde Guayaramerín en el noreste del país pasando por Trinidad y Santa Cruz de la Sierra hasta llegar a Yacuiba en la frontera con Argentina.

## Demografía
La población de la localidad se ha reducido a la mitad en las últimas dos décadas:
| Año  | Habitantes | Fuente |
| ---- | ---------- | ------ |
| 1992 | 278        | Censo  |
| 2001 | 249        | Censo  |
| 2012 | 147        | Censo  |